# Rasztani (gmina Wełes)
Rasztani (mac. Раштани ) – wieś w centralnej Macedonii Północnej, administracyjnie i terytorialnie należąca do gminy Wełes. W 2002 roku liczyła 286 mieszkańców.
Według danych ze spisu powszechnego przeprowadzonego w 2002 roku, Rasztani zamieszkiwało 286 osób deklarujących następującą narodowość: 
- Macedończycy – 286 (100%)